# Helgelandsmoen
Helgelandsmoen  est une agglomération de la municipalité de Hole, dans le comté de Buskerud, en Norvège.

## Description
Helgelandsmoen est un village à la frontière entre les municipalités de Norderhov à Ringerike et de Hole. La population est de 574 habitants et est principalement située à Hole (525 habitants), mais s'étend en partie dans la commune voisine de Ringerike (49 habitants).
Helgelandsmoen tire son nom de l'ancienne grande ferme Helgeland, située sur le terrain plat juste en dessous de l' église et du presbytère de Hole. En 1892, des soldats trouvèrent 242 pièces de monnaie et de l' argent non monnayé (entre autres bagues de paiement et bijoux en argent) lors du creusement d'un retranchement sur un gué. La plupart des pièces étaient des pièces de monnaie norvégiennes de l'époque de Harald Hardrada (1047-1066), mais il y avait aussi des pièces danoises, allemandes et anglo-saxonnes. Cependant, Helgelandsmoen est surtout connu de nos jours pour l'ancien camp militaire qui s'y trouvait, le camp Helgelandsmoen. Celui-ci est maintenant fermé et se trouve dans le Parc d'Affaires de Helgelandsmoen (Helgelandsmoen Næringspark).

## Zone protégée
Le 27 mars 2020, la réserve naturelle de Nordre Tyrifjorden og Storelva est créée. Elle reprend les cinq réserves naturelles du Système de zones humides de Nordre Tyrifjorden en les reliant les unes aux autres ce qui permet de faire passer la nouvelle réserve naturelle à 1119 hectares (dont 261.8 de surface terrestre). Elle est aussi un Site Ramsar. Une partie de la zone terrestre entoure Helgelandsmoen, à l'est.

## Galerie

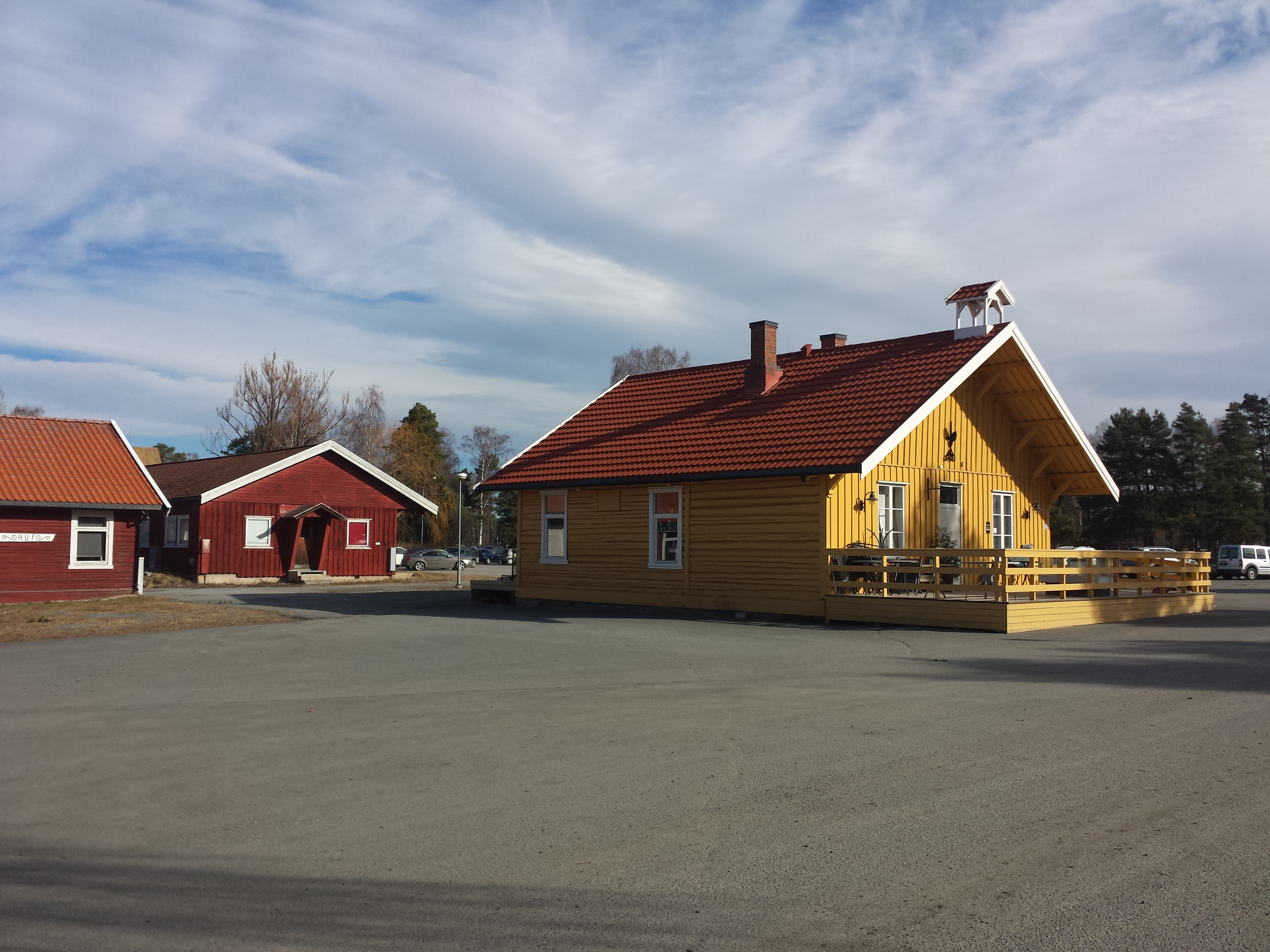
Commerce
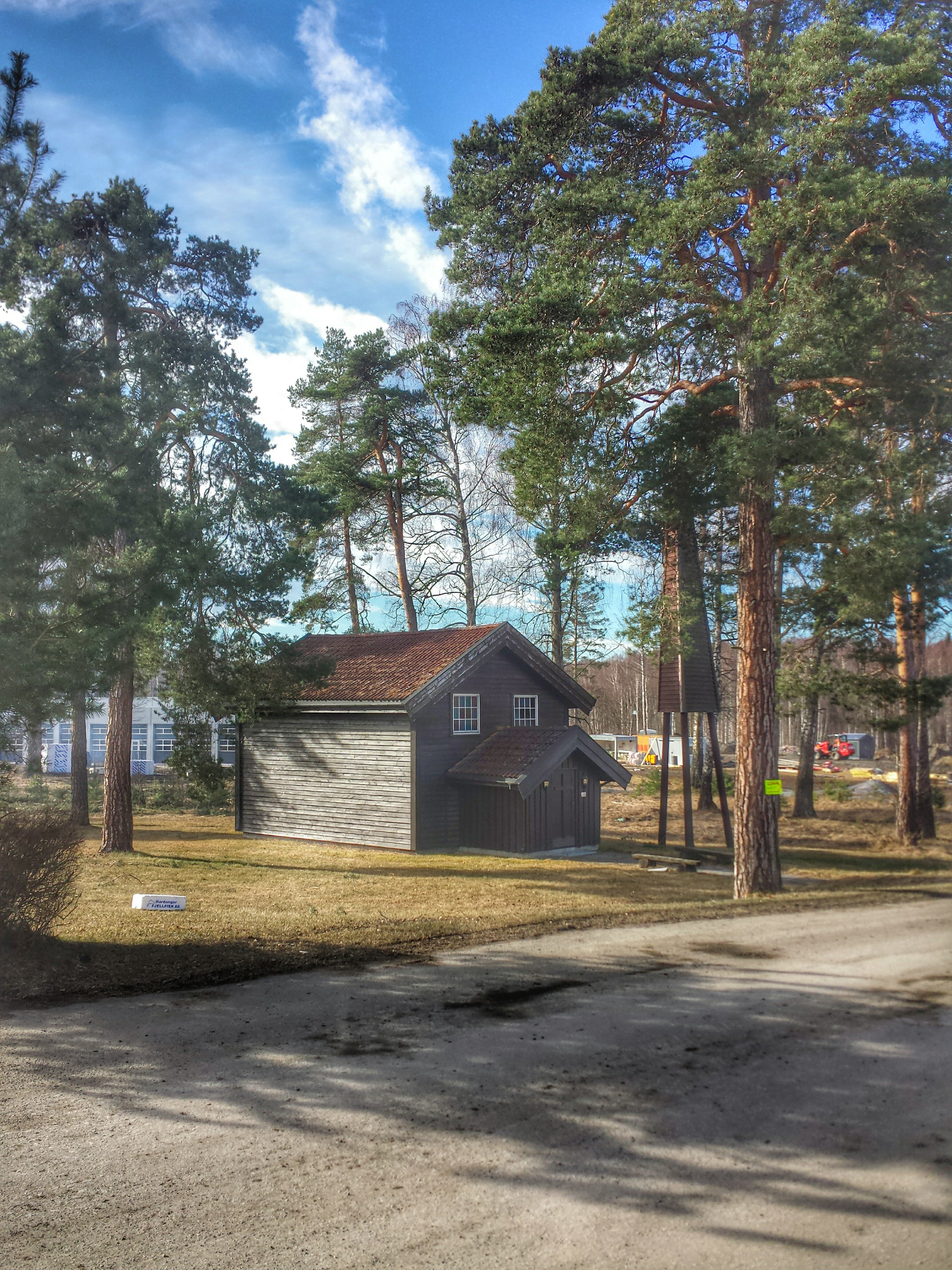
Helgelandsmoen kapell
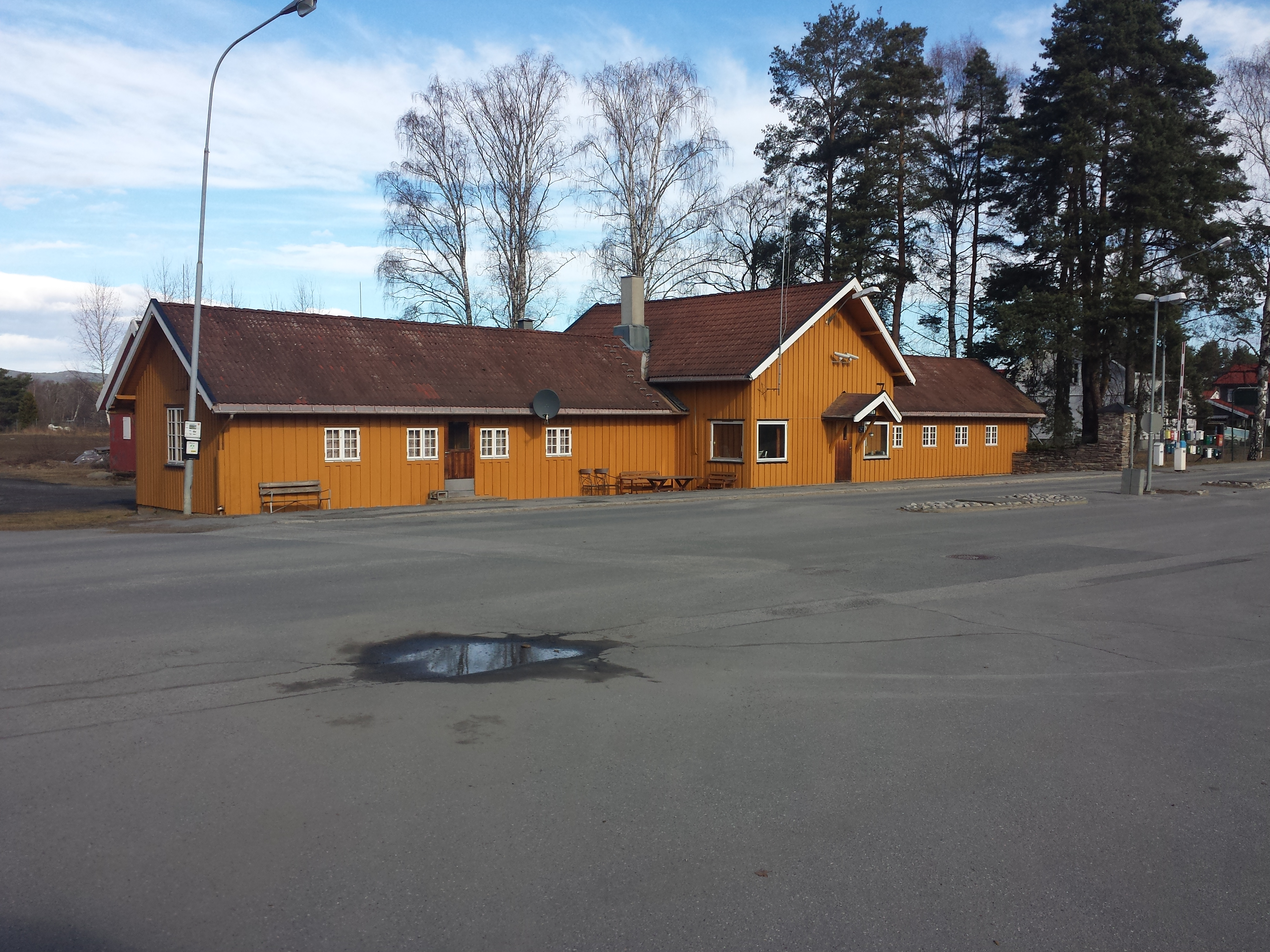
Camp militaire
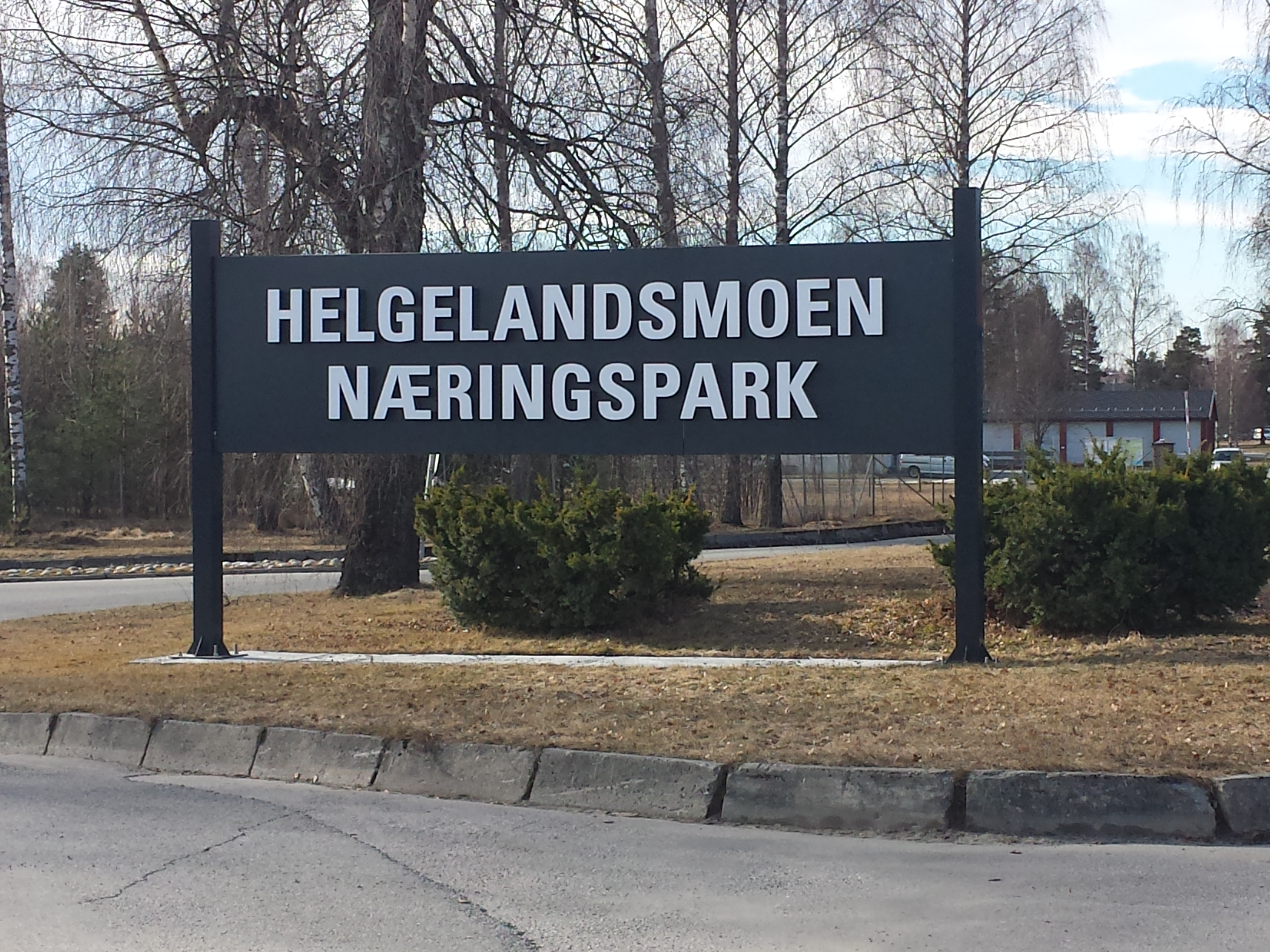
Helgelandsmoen Næringspark